# Turtles II – Das Geheimnis des Ooze
Turtles II – Das Geheimnis des Ooze (Originaltitel: Teenage Mutant Ninja Turtles II: The Secret of the Ooze) ist eine Comicverfilmung aus dem Jahr 1991 von Regisseur Michael Pressman. Der Film basiert auf den Ninja-Turtles-Comics und ist die Fortsetzung von Turtles aus dem Jahre 1990. 1993 folgte Ninja Turtles III.

## Handlung
Nach den Ereignissen aus dem ersten Film haben die Turtles und Splinter bei ihrer Freundin April ein neues Quartier gefunden, allerdings beschließt Splinter, sehr zur Enttäuschung der Turtles, so bald wie möglich in den Untergrund zurückzukehren. Bei einem ihrer nächtlichen Einsätze gegen das Verbrechen begegnen die Turtles dem jungen Pizzaboten Keno, dem sie aus einer misslichen Lage heraushelfen können. Was die Turtles und auch Splinter jedoch nicht wissen ist, dass Shredder den Sturz vom Hausdach überlebt hat. Er sammelt die Reste des Foot-Clans wieder um sich und setzt einige Spione auf April an, um über sie die Turtles aufzuspüren und Rache zu nehmen.
Einige Zeit später macht April eine Reportage über einen Chemiekonzern namens Techno-Global Research Industries (kurz: TGRI) und dessen Bemühungen, die von ihnen erzeugten Industrieabfälle zu beseitigen. Allerdings sind einige von diesen Abfällen in die umliegende Natur gelangt und haben dort riesenartige Mutationen hervorgerufen. Als Shredder davon erfährt, setzt er seine Handlanger darauf an, Proben von diesen Abfällen, welche im Film Ooze (englisch für „Schlamm“) genannt werden, zu beschaffen. Allerdings hat Splinter Aprils Bericht gesehen und enthüllt den Turtles und April nun das volle Geheimnis ihrer Herkunft: Der Kanister, in dem sich das Ooze befand, das sie verwandelt hatte, trägt das Logo von TGRI. Da Splinter befürchtet, dass das Ooze in den falschen Händen noch viel Unheil anrichten kann, schickt er die Turtles in die Fabrik. Dort treffen die Turtles auf den Foot-Clan, dem gerade der leitende Wissenschaftler Professor Jordan Perry und die letzte verbliebene Probe des Ooze in die Hände gefallen ist. Mit diesem Mittel versucht Shredder nun, kampfstarke Mutanten, die seiner Kontrolle unterstehen, zu erschaffen und gegen die Turtles ins Feld zu schicken.
Als die Turtles sich darauf vorbereiten, wieder in die Kanalisation zurückzukehren, kommt ihnen dabei versehentlich Keno mit einer Pizzalieferung in die Quere. Dieser wird den Turtles vorgestellt und kann ihnen gleich eine wertvolle Information liefern: Der Foot-Clan rekrutiert neue Mitglieder in seinen Reihen. Raphael beschließt, mit Kenos Hilfe den Clan zu infiltrieren. Als Splinter es ablehnt, gehen die beiden auf eigene Faust vor. Leonardo, Michelangelo und Donatello, die gemäß ihrer Aufgabe erstmal eine sichere Bleibe suchen, finden in der Zwischenzeit ein stillgelegtes U-Bahn-Depot aus den zwanziger Jahren und richten sich dort häuslich ein.
Raphael und Keno gelingt es, das Versteck des Foot-Clans ausfindig zu machen. Sie werden aber gleich darauf enttarnt und Raphael gefangen genommen. Als die anderen Turtles eine Befreiungsaktion starten, laufen sie geradewegs in Shredders Falle, welche auch seine neuesten Helfer umfasst: die Mutanten Tokka (eine Schnappschildkröte) und Rahzar (ein Wolf). Nur mit Mühe gelingt es den Turtles, sich aus der Falle herauszukämpfen. Dabei gelingt es ihnen noch, Professor Perry zu befreien, und sie nehmen ihn mit in ihr neues Versteck.
Um die Turtles zu einer letzten Konfrontation zu zwingen, droht Shredder, Tokka und Razahr auf die Stadt loszulassen. Professor Perry gelingt es, ein Mittel herzustellen, welche den Mutageneffekt des Ooze umkehren kann. Den Turtles gelingt es, Tokka und Razahr das Mittel zu verabreichen, aber da die Reaktion sich verzögert, müssen die Turtles sich in einer Massenkeilerei behaupten, bei der sie unter anderem in eine Disco geraten, wo der Sänger Vanilla Ice gerade einen Auftritt hat. Kaum aber haben sie den Foot geschlagen, droht Shredder damit, mit den Resten des Oozes auch noch Menschen zu mutieren. Mit Kenos Hilfe gelingt es ihnen, das zu verhindern, dabei wird Shredder jedoch selbst dem Ooze ausgesetzt und verwandelt sich in ein schier unstoppbares Supermonster. Sein Hass gegen die Turtles wird ihm jedoch zum Verhängnis, als er in seiner blinden Wut eine Pieranlage einreißt und diese ihn unter sich begräbt.
Als die Turtles dann nach Hause kommen, empfängt Splinter sie mit einer heftigen Rüge und Strafübungen, da sie eines der wichtigsten Prinzipien des Ninjutsu (die Kunst der Unsichtbarkeit und der Unauffälligkeit) missachtet haben und ihr Kampf in der Disco (und Vanilla Ices neuester „Ninja-Rap“) Schlagzeilen gemacht haben. Als die Turtles nun ihre Strafübungen ausführen, beweist Splinter wieder eine Portion Humor, indem er den Ninja-Rap benutzt, um die Turtles anzutreiben.

## Hintergrund
- Der Film beginnt mit der Einblendung „In Memory of Jim Henson“, einer Widmung an den 1990 verstorbenen Gründer der Firma Jim Henson’s Creature Shop, die für die Herstellung der Figuren zuständig war.
- Ernie Reyes, Jr. (Keno) war im ersten Film das Stuntdouble von Leif Tilden (Donatello).[2]
- Michelan Sisti, der im Kostüm von Michelangelo steckt, ist zu Beginn des Films in einer weiteren Rolle zu sehen: Als April vollbepackt nach Hause kommt, spricht er sie vor der Haustür an und schließt ihr dann die Tür auf. Mark Caso, der Leonardo-Darsteller, ist als Redakteur von Channel Three zu sehen, der den Telefonanruf für April annimmt.
- Regisseur Michael Pressman hat im Film einen Gastauftritt als Phil, Aprils Chefredakteur von Channel Three. Michael Pressmans Mutter Sasha und sein Vater David spielen das alte Paar, das ins Taxi einsteigt.
- Im Gegensatz zum ersten Film ist in diesem Shredders Gesicht nicht zu sehen, es wird jedoch angedeutet, dass er durch den Sturz vom Dach entstellt wurde.
- Im ersten Film stand auf dem zerbrochenen Kanister „radioaktives Material“, in diesem steht darauf „TGRI“.
- Der Kinostart in den USA war am 22. März 1991, in Deutschland am 18. Juli 1991.
- Die Produktionskosten wurden auf 25 Millionen US-Dollar geschätzt, an den Kinokassen in den USA wurden rund 78,6 Millionen US-Dollar eingespielt.[3] In Deutschland wurden rund 600.000 Kinobesucher gezählt.[4]
- Der Charakter von Casey Jones, der im ersten Film eine Hauptrolle spielte, erschien hier nicht mehr (obwohl er im folgenden Film zurückkehrte).
- Paige Turco ersetzte Judith Hoag für diesen und den folgenden Film. Laut Hoag wurde sie nicht gebeten, die Rolle erneut zu übernehmen, da die Produzenten meinten, sie habe sich im ersten Film zu sehr über den anstrengenden Drehplan und das Ausmaß der Gewalt beschwert.
- Die Charaktere von Bebop und Rocksteady, die beliebte Bösewichte in der Zeichentrickserie von 1987 waren, konnten aufgrund von Einwänden von Kevin Eastman und Peter Laird nicht verwendet werden. Daraus entstanden dann Tokka und Rahzar.

### Synchronisation
Die deutsche Synchronfassung entstand bei der Hermes Synchron GmbH, Potsdam. Arne Elsholtz schrieb das Dialogbuch und führte Regie.
| Rolle                 | Darsteller                       | Synchronsprecher     |
| --------------------- | -------------------------------- | -------------------- |
| April O’Neil          | Paige Turco                      | Juana von Jascheroff |
| Prof. Jordan Perry    | David Warner                     | Norbert Gescher      |
| Michaelangelo         | Michelan Sisti Robbie Rist       | Stefan Krause        |
| Donatello             | Leif Tilden Adam Carl            | Jan Odle             |
| Raphael               | Kenn Scott Laurie Faso           | Pascal Breuer        |
| Leonardo              | Mark Caso Brian Tochi            | Andreas Fröhlich     |
| Splinter              | Kevin Clash                      | Arne Elsholtz        |
| Keno                  | Ernie Reyes, Jr.                 | Björn Schalla        |
| Oroku Saki / Shredder | François Chau David McCharen     | Helmut Krauss        |
| Super Shredder        | Kevin Nash                       | Helmut Krauss        |
| Tatsu                 | Toshirô Obata Michael McConnohie | Karl Schulz          |
| Chief Sterns          | Raymond Serra                    | Gerd Duwner          |
| er selbst             | Vanilla Ice                      | Albert Obitz         |

## Kritiken
„Die mit großem technischem Aufwand und effektvollen Stunts inszenierte Fortsetzung des Erfolgsfilms Turtles", letztlich zu zähflüssig und einfallslos, um über Mittelmaß hinauszukommen.“

„Ganz auf den Geschmack und die Bedürfnisse des Teenie-Publikums zugeschnitten, gehen die "Turtles" nach ihrem Sensationserfolg von 1990 in die zweite Runde. Steve Barron wurde von Michael Pressman als Regisseur abgelöst. Der verstand es, die relativ dunkle Atmosphäre des Originals mit grelleren, comicartigeren Farben aufzulockern und konzentrierte sich mehr auf die Charaktere seiner mutierten Helden-Amphibien. Auch die zahlreichen Kampfszenen wurden verspielter gestaltet.“

## Auszeichnungen
- Ernie Reyes Jr. erhielt 1992 eine Nominierung für den Young Artist Award.
- Komponist John Du Prez wurde mit einem BMI Film Music Award ausgezeichnet.

## Veröffentlichung als Heimvideo
Turtles 2 erschien 1992 erstmals auf Video. 2003 folgte die Auswertung auf DVD, 2014 dann die Blu-ray.